# Akira Jošizawa
Akira Jošizawa (吉泽 章 Yoshizawa Akira, 14. března 1911 – 14. března 2005) byl origamista považovaný za velmistra origami. Zasloužil se o pozdvižení origami z pouhého řemesla na úroveň umění.
Podle svého vlastního odhadu z roku 1989, vytvořil více než 50000 modelů, z nichž jen několik set návrhů bylo zaznamenáno v diagramech jeho 18 knih. Jošizawa působil v průběhu své kariéry mj. jako mezinárodní kulturní velvyslanec Japonska. V roce 1983 mu japonský císař Hirohito udělil Řád vycházejícího slunce V. třídy, jedno z nejvyšších vyznamenání, které je možno udělit japonskému občanovi.